# 聖安娜亞口魚
聖安娜亞口魚（學名：Catostomus santaanae）為輻鰭魚綱鯉形目亞口魚科的其中一種，為溫帶淡水魚，被IUCN列為瀕危保育類動物，分布於北美洲美國加利福尼亞州南部的洛杉磯、聖蓋博河和聖安娜河流域，本魚體呈圓柱形，口下位呈吸盤狀，側面有淡淡的深色斑點和條紋圖案。上下唇相交處有明顯的凹口，下唇中部較窄，該處僅有3、4排乳突，體上部深灰色，下半部銀色，背鰭鰭條9-11枚、腹鰭鰭條8-10枚，雄魚在繁殖季節的尾柄、肛門和尾鰭的下半部會形成額外的結節，體長可達25公分，壽命可達4年，棲息在礫石底質、水流快速的溪流底層水域，以藻類、昆蟲幼蟲、有機碎屑等為食，繁殖期時雌魚可產下4,000至16,000個卵，因棲地喪失造成族群數量減少。 